# ارس گامبوآنا
ارس گامبوآنا (نام علمی: Juniperus gamboana) نام یک گونه از سرده ارس است.